# Pakaranovití
Pakaranovití (Dinomyidae) je čeleď hlodavců z podřádu Hystricomorpha (dikobrazočelistných) infrařádu Hystricognathi. Zahrnuje se jeden recentní rod s jedním druhem, který obývá Jižní Ameriku, a několik vymřelých rodů.

## Charakteristika
Současné pakarany jsou větší hlodavci, kteří se tvarem těla podobají morčatům. Obývají horské oblasti na severozápadu Jižní Ameriky, především v Kolumbii, Peru a Brazílii.
Pakarany mají 730–790 mm dlouhé tělo, ocas měří 200 mm. Váží 10–15 kg. Je pro ně charakteristické několik řad světlých skvrn na bocích těla.
Jsou to noční živočichové, kteří se živí pouze rostlinnou potravou sestávající převážně z ovoce, listí a jiných měkkých částí rostlin. Rodí obvykle jedno až dvě mláďata, která jsou plně vyvinutá a kromě mateřského mléka začínají ihned konzumovat i jinou měkkou stravu. Dožívají se 8–9 let.

## Taxonomie
Známé jsou tyto rody:
rod Dinomys
- druh Dinomys branickii – pakarana

rod †Josephoartigasia
- druh †Josephoartigasia magna
- druh †Josephoartigasia monesi

rod †Olenopsis

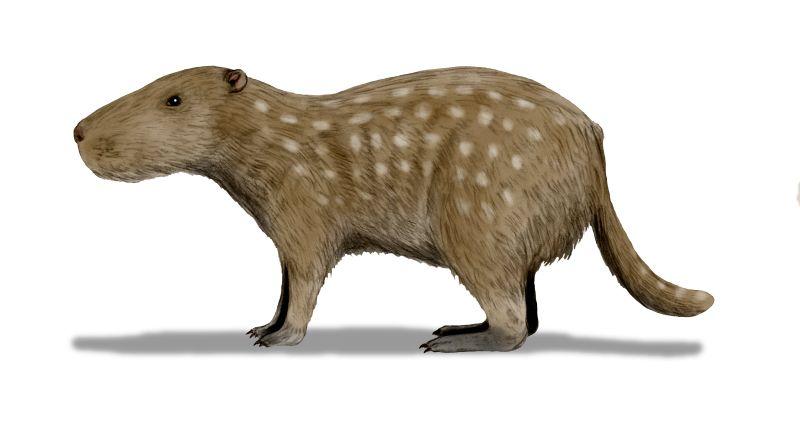
Josephoartigasia monesi, vymřelý hlodavec z čeledi pakaranovití z Uruguaye

Podle paleontologických, anatomických a parazitologických důkazů a podle chování by čeleď pakaranovití měla být blízko příbuzná s čeledí urzonovití (stromoví dikobrazi).

### Historický výskyt
Příslušníci této čeledi se na Zemi vyskytují od třetihor (od počátků oligocénu) do současnosti. Jejich vyhynulý příbuzný z rodu Telicomys byl největším hlodavcem všech dob. Dosahoval velikosti menšího nosorožce.

## Stupeň ohrožení
Pakarana je v červeném seznamu druhů zařazena jako zranitelný druh. Je ohrožena především úbytkem jejího přirozeného prostředí – lesů. Její stavy se snižují.